# Iulogona tirolensis
Iulogona tirolensis är en mångfotingart som först beskrevs av Karl Wilhelm Verhoeff 1894.  Iulogona tirolensis ingår i släktet Iulogona och familjen knöldubbelfotingar. Inga underarter finns listade i Catalogue of Life.